# Фаворитът
„Фаворитът“ (на английски: Undisputed) е американски спортен драматичен филм от 2002 година, режисиран, продуциран и по сценарий на Уолтър Хил, с участието на Уесли Снайпс и Винг Реймс.

## Сюжет
Внимание:  Текстът по-долу разкрива сюжета на произведението (или части от него)!
Шампионът по бокс в тежка категория Джордж Чембърс, по прякор Ледения човек е обвинен в изнасилване и попада в затвора. Там Мънро Хътчънс е безспорен шампион от 10 години. Старият гангстер Манди Рипстийн организира бой между двамата.

## В ролите
| Изпълнител    | Роля                      |
| ------------- | ------------------------- |
| Уесли Снайпс  | Монро „Фаворитът“ Хътчънс |
| Винг Реймс    | Джордж „Ледения“ Чембърс  |
| Питър Фолк    | Менди Рипстийн            |
| Майкъл Рукър  | Ей. Джей. Меркър          |
| Джо Седа      | Хесус „Чуй“ Кампос        |
| Уес Студи     | Минго Пейс                |
| Фишър Стивънс | Радбег Долан              |
| Мастър Пи     | Гат бойс рапър 1          |
| Силк дъ Шокър | Гат бойс рапър 2          |
| Си Мърдър     | Гат бойс рапър 3          |

## Рецензия
Филмът се представя зле в боксофиса и получава смесени отзиви от критици, но по-късно намира успех на пазара за домашни видеоклипове и започва филмова сага с директно изпълнение на домашно видео, без нито един от първоначално участващите актьори.

## В България
| Озвучаващи артисти | Силвия Русинова Васил Бинев Николай Николов Георги Георгиев-Гого Борис Чернев |
| Преводач           | Бисер Пачев                                                                   |
| Тонрежисьор        | Тони Тодоров                                                                  |

## Филми от поредицата за „Фаворитът“
Поредицата „Фаворитът“ включва 4 филма:
- „Фаворитът“ (2002)
- „Фаворитът 2“ (2006)
- „Фаворитът 3“ (2010)
- „Бойка: Фаворитът“ (2016)